# 와파 빌랄
와파 빌랄(아랍어: وفاء بلال [wæfæ bɪlˤɑːlˤ]; 1966년 6월 10일생)은 미국에서 활동하는 이라크 출신의 뉴미디어 아트 예술가이다. 그는 그의 행위 예술 작업 <국내 긴장>으로 잘 알려져 있다. <국내 긴장>은 인터넷으로 연결된 페인트볼 총이 설치된 갤러리에서 한달간 생활한 행위예술 작업이다. 그는 시카고 예술대학에서 교수로 재직했으며, 현재는 뉴욕대학교의 티쉬 예술대학에서 조교수로 재직하고 있다.

## 생애
빌랄 일가는 이라크 남부 나자프주 근방에서 살아온 시아파 이라크인이다. 빌랄의 유년 시절에 이라크는 바트당이 집권하고 사담 후세인 중심으로 모든 권력이 재편되기 시작했다. 티크리트 출신의 가난한 수니파 출신인 사담 후세인은 이라크의 풍부하고 질좋은 원유를 바탕으로 국가 재정을 늘려나갔으며, 이를 바탕으로 이라크 국민들이 정권에 반대하지 못하도록 교육, 의료, 보건 등 사회 기반 시설을 확충해 나갔다. 1970년대까지 이라크 경제 상황은 다른 중동 국가들보다 우위에 있었다. 사담 후세인은 탄탄한 재정을 바탕으로 점차 바트당 본래의 범아랍주의 노선에서 벗어나 이라크 중심의 민족주의를 펼쳐나가기 시작했다. 이 과정에서 이라크 국민의 60%를 차지하는 시아파 계층을 권력에서 배제하고 탄압하기 시작했다. 이 배경에는 호메이니를 중심으로 성립된 이란 이슬람 원리주의 공화국을 견제하려는 미국의 지원이 있었다.
고등학생 시기에 와파 빌랄은 이란 이라크 전쟁을 겪었으며, 이 때 그는 다른 학생들과 송유관 경계 임무를 맡았다. 그는 졸업 후 바그다드 대학교 예술학과에 진학하기를 원했으나, 친척 중에 바트당 정권에 반대하는 활동을 한 인물이 있다는 이유로 이를 거부당하고 지리학과에 진학한다. 그는 대신 대학교 안팎의 예술 활동 단체에서 활동하면서 사담 후세인에 반대하는 벽화 작업을 했다. 걸프 전쟁 때 그는 쿠웨이트 침공군에 지원하기를 거부했고, 사담 후세인 정권에 반대하는 작업을 펼치기 시작했다. 1991년 1월 16일 ‘사막의 폭풍’ 작전이 예고되고 연합군의 공습이 임박하자, 그는 이라크에서 쿠웨이트로 피난했다. 이후 그는 사우디 아라비아에 마련된 난민 캠프에 수용되었으며, 위험한 환경 가운데서도 아이들을 가르치거나 다른 예술가들과 함께 예술 활동을 펼쳤다.
1992년 그는 미국 이민권을 얻어 미국 뉴멕시코의 앨버커키로 왔으며, 1999년 그곳에 있는 뉴멕시코 대학교에서 학사과정을 마치고 졸업했다. 이후 2003년 그는 시카고 예술대학에서 석사 학위를 취득하고 조교수로 취임했다. 이 시기 그는 사담 후세인 정권에 대해 강연하였으며, 히스토리 채널에서 그를 인터뷰하기도 하였다. 2004년 와파 빌랄은 그의 이복동생이 이라크 전쟁 때 미군의 미사일에 맞아 죽었다는 소식을 듣게 된다. 이 사건으로 인해 그는 이라크 전쟁에 더 깊이 반대하게 되었고 전세계를 여행하면서 이라크인의 실상을 전하고 분쟁을 끝낼 것을 호소하기 시작했다.

## 주요 작업

### 국내 긴장 (Domestic Tension)
2007년 5월 그는 <국내 긴장>이라 명명한 30일짜리 장기 프로젝트를 시작했다. 시카고에 있었던 플랫파일 갤러리에서 생활할 공간과 비용을 지원했다. 참여자는 인터넷에 연결된 페인트볼 총을 통해 24시간 중 아무때나 갤러리 안의 작가에게 페인트볼을 쏠 수 있다. 이 프로젝트에는 특별히 노란색 페인트볼이 사용되었는데, 이는 이라크전 당시 유명했던 우리 군을 성원하자(Support our troops)는 슬로건과 연관된 상징물 중에 노란색 리본이 있었기 때문이었다. 노란색 리본은 장병들이 무사히 귀환하기를 기원하는 의미로 사용되었다.
빌랄은 나자프에서 21살 먹은 이복동생 하지(Haji)가 파편에 맞아 죽고, 이어 그 충격으로 아버지가 죽자 <국내 긴장>을 시작하기로 마음먹었다. 이후 콜로라도에 앉아 원격으로 이라크에 미사일을 쏘는 여성 군인에 대한 기사를 읽으면서 그의 결심은 확고해졌다. 원래 그는 프로젝트의 이름을 "이라크인을 쏴라(Shoot an Iraqi)"로 하려고 생각했다. 그러나 그 이름이 너무 자극적이라는 주변 지인들의 주장에 <국내 긴장>으로 프로젝트 이름을 바꾸었다. 이후 "이라크인을 쏴라: 총 아래에서의 예술, 삶, 저항 (Shoot an Iraqi: Art, Life and Resistance Under the Gun)"라는 제목의 관련 출판물이 출간되었다. 이 책에는 작가 자신의 인생에 대한 이야기와 프로젝트 진행에 대한 이야기가 번갈아가면서 수록되어 있다.
<국내 긴장> 프로젝트는 프로젝트를 시작한지 20일째에 온라인 정보 랭킹 사이트인 디그에 소개되었다. 이때 발사된 총 페인트볼 수가 크게 늘어나 4만발 이상이 발사되었다. 그리고 어떤 해커가 페인트볼 총을 해킹해 단발이 아니라 기관총처럼 발사되도록 조작했다. 프로젝트 끝 무렵에는 세계 130여개 국에서 총 6만명의 사람들이 빌랄에게 페인트볼을 쏘았다. 프로젝트는 5월 4일부터 6월 4일까지 진행되었다. 이후 프로젝트가 진행됐던 방은 6월 16일까지 청소되지 않은 채로 전시되었다.

### 가상 성전전사 (Virtual Jihadi)
와파 빌랄은 <가상 성전전사 : 부시 잡기의 밤 (Virtual Jihadi : Night of Bush Capturing)>라 이름붙인 컴퓨터 게임에 기반한 예술 작품을 만들었다. 원래 이 게임은 알카에다의 온라인 선전 분과에서 만든 해킹 게임인 부시를 위한 임무 (Quest for Bush: Night of Bush Capturing)을 또 다시 변형한 것이었다. 이 알카에다 분과는 미국에서 출시된 상용 비디오 게임인 사담을 위한 임무 (Quest for Saddam)을 해킹해 부시를 위한 임무를 만든 것이었다. 사담을 위한 임무에서 플레이어는 미군 캐릭터의 시점에서 전 이라크 지배자인 사담 후세인을 처치하는 것이 목표로 주어지는데 반해, 와파 빌랄이 변형시킨 <부시 잡기의 밤: 가상 성전전사>에서는 플레이어는 자살 테러범 캐릭터의 시점에서 조지 W. 부시를 암살하는 것이 주어진 임무 목표가 된다. 이에 대해 공식 웹사이트에서 빌랄은 다음과 같이 밝히고 있다.
"이 작업은 이라크 사람들이 현재 위태로운 상황에 놓여있다는 사실에 사람들이 관심을 가지게 하기 위해 기획되었다. 이 작업은 현재의 전쟁을 풍자하기 위한 것이며, 또한 인종차별주의자들이 자주 저지르는 일반화와 편향적인 평가를 폭로하기 위한 것이다. 사담을 위한 임무나 아메리카 아미같은 게임들은 정형화된, 독단적인 시각을 조장한다. 나는 예술작업을 통해 이러한 억측을 뒤집으려 한다. 그리고 궁극적으로 알카에다 같은 폭력적인 집단들이 자행하는 신병모집의 위험성을 보여주려 한다. 이는 미국의 이라크 점령으로 인해 벌어진 일이다. 우리가 타국에서 전쟁을 하고 있는 이 어려운 시기에, 이는 예술가로서 그리고 시민으로서 대화 참여를 촉구하는 전술을 향상시키기 위해 우리가 해야할 임무이다. 이 플랫폼은 비디오 게임 형식을 사용해 대안적인 서사와 시각을 만드는 가상의 작업이다. 우리 미국인들은 분쟁 지역의 충격에서 멀리 떨어진 안전 지역에 살고 있기 때문에, 전쟁의 잔인함에 둔감해지고 말았다. 다른 많은 사람들이 그런 고통을 겪고 있는 동안, 우리는 그 고통과 동떨어져 있다. 이 게임은 폭력적이고, 인종차별적이고, 유언비어에 혹하는 우리의 성향을 그대로 반영하는 거울이다. 우리는 우리의 눈과 귀를 닫아버리고 그런 것들이 존재하지 않는다고 부정해버릴 수 있다. 그러나 그런다고 이러한 문제들이 사라지는 것은 아니다."
2008년 2월 그는 <가상 성전전사> 작업과 관련한 강의를 하기 위해 렌셀러 폴리테크닉 대학교에 초대되었다. 강연이 끝난 다음알인 3월 6일, 렌셀러 폴리테크닉 대학교 행정처는 캠퍼스 안에서 <가상 성전전사>를 전시할 수 없다고 통보했다. 또한 재전시도 허용하지 않았다. 이러한 결정은 대학 내의 공화당원들이 그들의 블로그에서 예술학과를 "테러리스트들의 안전한 천국"이라고 부른 뒤에 나온 것이었다. 이후 이 통보는 철회되었다. 이후 대학교 행정처는 자유로운 발언과 예술적 자유를 지지하는 사람들들의 비난을 받았다.

### 개 혹은 이라크인 (Dog or Iraqi)
2008년 와파 빌랄은 렌셀러 폴리테크닉 대학교 입주작가로 있을 때 <개 혹은 이라크인> 작업을 웹사이트에 공개했다. 이는 "버디"라는 이름의 불독과 이라크인인 작가 자신 중 누구를 물고문(워터보딩)할지 참여자가 설문하게끔 만들어진 넷 아트 작업이었다. 선택된 대상은 뉴욕주의 "비밀 장소"에서 물고문에 처해질 예정이었다. 결국 와파 빌랄이 더 많은 표를 받았고, 그는 다른 지원자들의 도움을 받아 물고문을 당했다.

### 제 3의 눈 (The 3rd I)
빌랄의 <제 3의 눈> 프로젝트는 카타르 아랍현대미술관(Mathaf)에서 2010년 12월 30일에 열렸다. 빌랄은 카메라를 고정할 티타늄 판을 뒤통수에 삽입했다. 2010년 12월 15일부터 1년간, 뒤통수에 설치된 카메라는 1분 간격으로 사진을 찍어 www.3rdi.me 사이트와 아랍현대미술관에 전송했다. 또한 웹사이트에서는 해당 사진을 찍을 당시의 빌랄의 위치정보를 GPS를 통해 보여주었다. 빌랄은 이에 대해, 자신은 일반적으로 사진을 찍는 것처럼 의도적이지 않은 방식으로 일상을 포착하고 싶었다고 말했다. 빌랄이 재직하는 티쉬 예술대학에서는 사생활 침해 논란을 불식시키기 위해 캠퍼스 안에서는 카메라를 가리도록 요구하기도 했다. On February 4, 2011, Bilal had the camera removed due to constant pain.

## 같이 보기
- 이슬람 미술